# 基尔瓦基斯瓦尼
基尔瓦基斯瓦尼，又译作基盧瓦基西瓦尼，為坦桑尼亚的一处古代遺跡群，位于坦桑尼亚东部海岸的小岛上，1981年与松戈马拉联合列入联合国教科文组织世界遗产名录。

## 历史
基卢瓦基西瓦尼是早期歐洲探險家在東非的重要港口，13世紀到16世紀基尔瓦基斯瓦尼（Kilwa）商人從事金、銀、珍珠、香水、阿拉伯瓷器、波斯陶器以及中國瓷器等物品的貿易，因而許多印度洋上的貿易都曾經過這些商人之手。
11世纪，小岛出售给设拉子一位沙阿的儿子阿里·本·哈桑·谢拉兹，阿里·本·哈桑·谢拉兹在这里建立了城市。之后的几个世纪，这里成为非洲海岸上的重要城市和交易中心，实力影响到今天内陆的津巴布韦。
到12世纪，在马赫达里王朝的统治下，基卢瓦基西瓦尼成为非洲东海岸最强大的城市。在15世纪权利达到顶峰时，当地宣称拥有馬林迪、蒙巴萨、桑给巴尔、奔巴岛、贝拉、马菲亚岛、大科摩罗岛等城邦的主权。

## 世界遗产
基卢瓦基西瓦尼于1981年列入联合国教科文组织世界遗产名录，登录名称为基尔瓦基斯瓦尼遗址和松戈马拉遗址。

### 登录基准
该世界遗产被认为满足世界遺產登錄基準中的以下基準而予以登錄：
- （iii）呈现有关现存或者已经消失的文化传统、文明的独特或稀有之证据。

### 濒危世界遗产
2004年列入濒危世界遗产名录，原因是当地独特的气候使古迹受到不可估量的破坏。